# マヤ・ローザ
マヤ・ローザ・アリアナ・ステファニー（Maya Rosa Ariana Stefanie、1986年8月17日 -）はインドネシアのプロテニス選手である。

## 来歴
2003年に16歳でジャカルタで開催されたITFトーナメントでプロとしてデビューした。同年ホーチミン市で開催された東南アジア競技大会の女子ダブルスで金メダル、女子チームで銀メダル、混合ダブルスで銀メダルを獲得した。
プロデビュー初年は、ジャカルタとマニラで2つのITFダブルスタイトルを獲得した。
最後のITFの試合は2006年に出場している。
2011年、ソフトテニスに転向して国際大会に復帰。 2011年にパレンバンで開催された東南アジア競技大会において、女子ダブルスと女子団体の2つの金メダルを獲得し、混合ダブルスでは銀メダルを獲得した。パートナーのプリマ・シンパチャージと参加した仁川アジア競技大会では、ソフトテニスで混合ダブルス銅メダルを獲得した。

## ITF成績

### ダブルス（2–1）
| 結果   | 回数 | 日付           | トーナメント             | 表面        | 相棒                     | 決勝の対戦相手                                        | 決勝で得点      |
| 優勝   | 1.   | 2003年10月5日  | ジャカルタ、インドネシア | ハード      | </img>セプティメンデ     | </img> ウィラワンチョプタン </img> シュルティ・ダワン | 7–6 （6） 、6–4 |
| 優勝   | 2.   | 2003年11月16日 | マニラ、フィリピン       | ハード      | </img>ウィン・プラクシャ | </img> キム・ウンハ </img> キム・ジウヤング           | 2–6、6–0、6–4   |
| 準優勝 | 3.   | 2005年5月3日   | タラカン、インドネシア   | ハード（I） | </img> Eny Sulistyowati  | </img>ウィン・プラクシャ </img>ロマーナテジャクスマ   | 5–7、2–6        |